# Třída Barzan
Třída Barzan je třída raketových člunů katarského námořnictva. Celkem byly postaveny čtyři jednotky této třídy.

## Stavba
Všechny čtyři jednotky této třídy navrhla britská loděnice Vosper Thornycroft na základě svého typu Vita, zakoupeného rovněž námořnictvem Keni (třída Nyayo) a Ománu (třída Dhofar). Plavidla byla objednána roku 1992. Postavila je loděnice VT ve Woolstonu v Southamptonu. Do služby byla přijata v letech 1996–1997 (dle některých pramenů 1998).
Jednotky třídy Barzan:
| Jméno           | Založení kýlu | Spuštěna          | Vstup do služby                                             | Status  |
| --------------- | ------------- | ----------------- | ----------------------------------------------------------- | ------- |
| Barzan (Q04)    | 1994          | 1. dubna 1995     | 9. května 1996                                              | aktivní |
| Huwar (Q05)     | 1994          | 15. července 1995 | 6. června 1996                                              | aktivní |
| Al Udeid (Q06)  | 1994          | 21. března 1996   | 16. prosince 1996 (některé prameny uvádějí 1997, nebo 1998) | aktivní |
| Al Deebel (Q07) | 1994          | 21. srpna 1996    | 3. července 1997 (některé prameny uvádějí 1997, nebo 1998)  | aktivní |

## Konstrukce
Oproti starším plavidlům typu Vita bylo například upraveno vnitřní uspořádání, tvar trupu a nástaveb. Rovněž byla uplatněna opatření na redukci signatur (stealth). Kvůli zlepšení nautických vlastností člunů byly přidány aktivní ploutvové stabilizátory. Čluny byly vybaveny bojovým řídícím systémem Thales TACTICOS, systémem řízení palby Thales Nederland STING a infračerveným čidlem IRSCAN. Plavidla dostala radar pro vyhledávání námořních a vzdušných cílů Thales MRR-3D a navigační radar Kelvin Hughes 1007. Nesou rovněž systémy elektronického boje Thales DR-3000S, Thales ARBB-33 Salamandre a vrhače klamných cílů Dagaie Mk.2.
Hlavňovou výzbroj tvoří jeden 76mm kanón OTO Melara Super Rapid s dostřelem 16 km v dělové věži na přídi, dále jeden 30mm kanónový komplet Goalkeeper CIWS a dva 12,7mm kulomety. Hlavní údernou výzbroj představuje osm protilodních střel MM.40 Exocet s dosahem 70 km. K obraně proti napadení ze vzduchu slouží šestinásobné vypouštěcí zařízení Sadral pro protiletadlové řízené střely Mistral s dosahem 4 km.
Pohonný systém tvoří čtyři diesely MTU 20V538 TB93CM o celkovém výkonu 18 740 hp, pohánějící čtyři lodní šrouby. Nejvyšší rychlost dosahuje 35 uzlů. Dosah je 1800 námořních mil při rychlosti 12 uzlů.